# Kocia Góra (województwo pomorskie)
Kocia Góra – osada w Polsce, w województwie pomorskim, w powiecie starogardzkim, w gminie Kaliska. 
Do 2023 miejscowość była osadą wsi Studzienice.
Osada Kocia Góra jest częścią składową sołectwa Studzienice.
Osada powstała prawdopodobnie w czasie budowy kanału rzeki Wdy. Na mapie topograficznej z 1874r, osada jest pokazana pod niemiecką nazwą Wiesenhaus Cottusberg. Na terenie osady znajdował się jeden dom mieszkalny, w którym mieszkał strażnik łąk związany z prowadzeniem prac konserwacyjnych na dużym kompleksie łąk.
W latach 1975–1998 miejscowość administracyjnie należała do województwa gdańskiego.

## Znane osoby
- Zdzisław Beling – urodził się w 1947 roku w Kociej Górze, późniejszy zawodnik LZS Starogard i Floty Gdynia. Był m.in. mistrzem Polski juniorów w kolarstwie przełajowym w 1966r i brązowym medalistą Mistrzostw Polski parami w kolarstwie szosowym w 1967r.[7].